# Chancre de l'écorce
Pour les articles homonymes, voir Chancre et Écorce.
Le chancre de l'écorce, aussi appelé brûlure du châtaignier, chancre du châtaignier ou endothiose, est une maladie cryptogamique très grave du châtaignier qui a failli faire disparaître les châtaigneraies notamment dans le sud de la France. Le champignon parasite responsable de cette maladie est Cryphonectria parasitica, un ascomycète.
Cette maladie provient probablement d'Extrême-Orient (Corée, Japon), où se développe depuis des siècles cet agent pathogène avant que cette espèce exotique ne soit introduite sur d'autres continents. Inconnue en Europe et en Amérique, elle est apparue à New York en 1905, d'où elle a contaminé en 25 ans toute l'Amérique du Nord en éliminant plus de 4 milliards d'arbres en 50 ans. Son introduction en Europe s'est produite par l'importation de bois américains à Gênes en Italie, où les premiers dégâts seront constatés en 1938. Elle est signalée pour la première fois en France en 1956 en Ardèche (vallée du Rhône).
Le chancre provoque des dépérissements graves pouvant entraîner la mort de l'arbre hôte. Les différentes espèces de châtaignier y sont plus ou moins sensibles. Le châtaignier américain est le plus vulnérable au chancre et a quasiment disparu à la suite de l'épidémie du début du XXe siècle, le châtaignier européen est assez vulnérable alors que le châtaignier japonais a coévolué avec la maladie et peut y être assez tolérant. Ce champignon attaque aussi le chêne, mais provoque peu de dégâts sur cette essence. Très contagieuse dans les peuplements importants (châtaigneraies), la maladie touche moins les arbres isolés.

## Législation
En France, Cryphonectria parasitica est considéré comme organisme de quarantaine, soumis à une réglementation sur l'exportation de son bois et de ses plants et dans certains pays à un certificat phytosanitaire attestant que le bois à exporter provient d’un lieu exempt de Cryphonectria parasitica.

## Symptômes

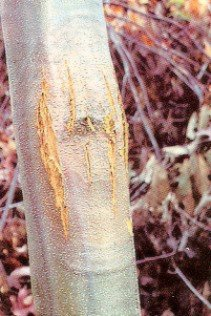
Symptômes sur tronc de châtaignier.

Le chancre de l'écorce est un champignon parasite de la partie aérienne de l'arbre. Le champignon n'attaque le châtaignier qu'à l'occasion de blessures d'origine humaine, animale ou climatique et se propage naturellement par transport de mycélium et de spores par le vent, les insectes, les animaux et les outils. Le développement de la maladie se manifeste par l'apparition de plaques brunes orangées et de fissures sur l'écorce. Son extension provoque le dessèchement de l'écorce qui se soulève en lames. La sève de l'arbre est ralentie, puis bloquée, ce qui entraîne un étranglement et la mortalité des branches situées au-dessus du point contaminé. Dans un premier cas, l'arbre s'affaiblit mais il continue à produire des branches saines. Dans un deuxième cas, tout le système aérien dépérit mais des rejets apparaissent au pied de l'arbre.
Les arbres atteints commencent à se flétrir et à perdre leurs feuilles par le sommet. L'écorce du tronc, des branches et des rameaux se parsème de pycnides oblongues brun-orangé avec des boursouflures jaunâtres, puis il se forme des chancres entourant la branche, cela peut prendre plusieurs années pour les plus grosses, qui se desséchera au-delà de la lésion. À l'extrémité des branches atteintes, apparaissent des rejets qui périclitent aussitôt. Ensuite, les chancres deviennent rugueux, l'écorce s'exfolie et tombe par plaques. Le centre du tronc se creuse, l'arbre dans son ensemble se dessèche.
Si l’on prélève un morceau d’écorce, on peut observer sur la face interne un mycelium couleur crème en forme d’éventail.
Le chancre provoque un ralentissement du flux de sève élaborée. La partie située au-dessus va donc mourir par manque d’eau et d’éléments minéraux, alors que l’accumulation d’éléments nutritifs au-dessous du chancre provoque la pousse de rejets. Sur arbre adulte, en revanche, seules certaines branches vont se dessécher, accompagnées d’un affaiblissement général de l’arbre

## Epidémiologie
Les ascospores sont disséminées par le vent sur de grandes distances.La germination des ascospores a lieu entre 18 et 38 C. La température optimale d'exsudation des pycniospores est de 15 à 25 C. par temps couvert.
Les pycniospores sont disséminées par divers oiseaux et insectes.
Elles peuvent germer dans une très large gamme de températures (3 à 38 C.).
Les blessures ou fentes naturelles sont le siège de la contamination par les pycniospores ou les ascospores.

## Traitement
Selon la gravité des dégâts constatés :
- Curetage puis application d'un mastic cicatrisant si le chancre est localisé
- Élagage des arbres légèrement atteints ou abattage des arbres les plus sévèrement atteints et destruction des souches par le feu ;
- Suppression des branches atteintes, avec la possibilité d'extirper chez les branches non supprimées, les lésions et les traiter à l'aide de fongicides ;
- Inoculation des jeunes chancres avec des souches hypovirulentes. Il s'agit d'une sorte de vaccination, les souches à virulence atténuée (par la présence d'un Hypovirus) réduisent le pouvoir pathogène des souches virulentes (lutte biologique). On a en effet découvert en Europe dans les années 1960 l'existence de ce mycovirus hyperparasite bien installé dans les peuplements anciennement infectés (moitié sud de la France) et qui cantonne le chancre dans les régions superficielles de l'écorce, ce qui enraye la mortalité des arbres[5] ;
- Si, lors d'une éclaircie, on observe la présence de chancre cicatrisé superficiel, indicateur d'une éventuelle hypovirulence présente sur la parcelle, on veillera à conserver 30 à 90 tiges/ha porteuses de la souche hypovirulente[6].

En préventif, il faut nettoyer tous les outils utilisés à l'eau de Javel entre chaque arbre traité pour éviter de diffuser le champignon d'un arbre à l'autre.
Il faut savoir que tout ce qui participe à la vigueur de l'arbre (fertilisation, irrigation, traitement précoce des attaques pathogènes) est le premier moyen de défense contre les maladies, d'où l'intérêt d'entretenir sa châtaigneraie.
Certaines variétés hybrides (Castanea sativa x Castanea crenata) telles que 'Bouche de Bétizac' et dans une moindre mesure 'Marigoule', 'Marsol' et 'Bournette' sont réputées avoir une meilleure résistance au chancre de l'écorce.